# Flabellum flexuosum
Espèce
Statut CITES
Flabellum flexuosum est une espèce de coraux appartenant à la famille des Flabellidae.